# ميك دوكرتي
ميك دوكرتي (بالإنجليزية: Mick Docherty)‏ هو مدرب كرة قدم ولاعب كرة قدم بريطاني في مركزي ظهير ‏ والدفاع، ولد في 29 أكتوبر 1950 في برستون في المملكة المتحدة. لعب مع مانشستر سيتي ونادي بيرنلي ونادي سندرلاند.

## وصلات خارجية
- ميك دوكرتي على موقع قاعدة بيانات كرة القدم.إي يو (الإنجليزية)
- ميك دوكرتي على موقع عالم كرة القدم.نت (الإنجليزية)